# Завитневич, Александр Михайлович
Александр Михайлович Завитневич (укр. Олександр Михайлович Завітневич; род. 19 апреля 1973 года, Йосиповка, Кировоградская область) — украинский предприниматель, политик. Народный депутат Украины IX созыва. Председатель Комитета Верховной Рады по вопросам национальной безопасности, обороны и разведки.

## Биография
Он окончил факультет радиоинженерии Киевского военного института управления и связи, получил квалификацию специалиста по экономике предприятия в Киевском национальном экономическом университете имени Вадима Гетьмана.
С 2012 года Завитневич является директором Смелянского литейного завода (Черкасская область).
Офицер запаса.

## Политическая деятельность
Кандидат в народные депутаты от партии «Слуга народа» на парламентских выборах 2019 года, № 39 в списке. На время выборов: директор ООО «Смелянский литейный завод», беспартийный. Проживает в Киеве.
Председатель Комитета Верховной Рады по вопросам национальной безопасности, обороны и разведки.
Председатель Черкасской областной организации партии «Слуга народа».
Глава Национальной Рады Громад партии «Слуга народа».